# SIG MCX SPEAR突击步枪
SIG MCX SPEAR是一款由西格绍尔研制并生产的多口径步枪，使用.277 SIG FURY弹药，也可以转换使用7.62×51mm NATO和6.5毫米口径克里德莫尔弹。
2019年1月，美军启动了下一代小队武器计划，以寻找M4卡宾枪和M249轻机枪的替代品。2019年9月，西格绍尔提交了他们的设计。 
2022年4月19日，美国陆军与西格绍尔签订了一份为期10年的合同，包括XM7突击步枪(旧称:XM5)和XM250轻机枪，以分别取代M4步枪和M249轻机枪。  

## 衍生型

### SIG MCX Raptor
SIG MCX RAPTOR是卡宾枪版本，使用7.9英寸枪管，带有一个皮卡汀尼导轨尾接口，用于连接紧凑型枪托或折叠 PCB（手枪轮廓支架）。它使用7.62x51毫米北约口径弹药 、6.5毫米口徑克里德莫爾彈和6.8x51mm SIG FURY弹药。

### CSASS计划
SIG MCX-MR（中距离）是西格绍尔原本计划参加美国陆军的紧凑型半自动狙击系统（CSASS）计划。 它采用.227 FURY（6.8×51毫米）SIG Hybrid钢铜混合弹壳弹药及采用SR-25规格弹匣。加入了双边枪机释放钮，而可翻转T型拉机柄改为一般MCX的双边拉机柄。可更换枪管使用7.62×51毫米北约口径步枪子弹，并且设有两段（NORMAL-ADVERSE）可调导气座，SIG Sauer在NGSW系统中采用供电导轨以安装配件。 

### XM5
SIG MCX SPEAR参加了次世代班用步枪计划，使用6.8x51mm SIG FURY弹药。     2022年4月19日，XM5得标，将被美军采用，以替换M4/M4A1步枪。 
2023年1月，因應版權問題，美軍將XM5改名為“XM7”。

## 流行文化

### 電子遊戲
- 2017年—：型號為XM7(原裝的MCX SPEAR)，歸類為突擊步槍，命名為「SIG MCX SPEAR 6.8x51 assault rifle」，在完成燈塔商人Lightkeeper的任務大都會之謎（Trouble in the Big City）後可以於Peacekeeper處購買，默認自帶了消音器、SIG TANGO6T 1-6倍光學瞄準鏡；也可以從叛變USEC頭目Knight身上掠奪，值得一提的是叛變USEC身上的通常配備了沙色塗裝的馬格普工業公司 MBUS機械瞄具，HK 417 E2款的沙色槍托。該遊戲目前只提供330公分長度的槍管, 只能使用6.8x51mm專用的膛口裝置；護木只能使用原裝的款式。槍托可以選用MCX款式的摺叠槍托，或者安裝專用的適配器來使用AR-15半自動步槍/M4卡賓槍系列的槍托;彈匣與AR-10自動步槍通用, 也就是可以使用SR-25狙擊步槍的款式。手槍握把與AR-15半自動步槍/M4卡賓槍系列相通。

## 外部連結
- （简体中文）—槍炮世界—SIG MCX-SPEAR卡賓槍（第3代） （页面存档备份，存于）